# Gaio Cassio Longino (console 30)
Gaio Cassio Longino (fl. I secolo) è stato un giureconsulto romano, consul suffectus nel 30 d.C., morto sotto Vespasiano.

## Biografia

### Origini famigliari
Apparteneva alla Gens Cassia che al tempo del nostro giurista era una delle più importanti gentes in Roma. Molti alti magistrati erano usciti da questa gens di antichissima nobiltà: tanto antica che circolava in Roma la leggenda, forse inventata dai suoi stessi appartenenti, che fosse originariamente patrizia e che solo in seguito agli avvenimenti che coinvolsero il console Spurio Cassio Vecellino, i figli di lui furono espulsi, o lasciarono volontariamente l'ordine patrizio.
A questa importante gens apparteneva la familia Longina resa tristemente famosa dalle Idi di marzo, ma la cui importanza non era certo dovuta solo all'uccisione di Cesare.
Sembra legata alla familia Longina la Via Cassia che Festo ci dice soltanto essere stata lastricata da un Cassio, ma che sembra potersi attribuire al censore Lucio Cassio Longino Ravilla che fu tribuno della plebe nel 137 a.C., console nel 127 a.C., censore nel 125 a.C. e il cui nome è legato alla proposta della Lex Cassia per il voto scritto anziché orale.
Il padre di Gaio Cassio Longino fu Lucio Cassio Longino, consul suffectus nell'11 d.C. che sposò Aelia, figlia del famoso giureconsulto Quinto Elio Tuberone, nipote del giureconsulto S. Sulpicio Rufo e sorella di Q. Elia Tuberone, console nell'11 d.C.
Il fratello maggiore, Lucio Cassio Longino, fu console nel 30 d.C. (lo stesso anno in cui Gaio fu consul suffectus), partigiano di Seiano e sposò nel 33 Drusilla sorella di Caligola.
Gaio Cassio Longino si sposò con Giunia Lepida della famiglia dei Silani; il suocero era M. Silanus console nel 19 d.C.; la moglie era pronipote di Augusto.

### Carriera politica
Fu pretore, probabilmente nel 27 d.C., console nel 30 d.C., proconsole in Asia nel 40 e legato imperiale propretore in Siria dal 49 al 51.
Nel 58 fu inviato a sedare la rivolta di Pozzuoli.
Fu esiliato in Sardegna da Nerone, con l'accusa di conservare, fra le imagines degli antenati, anche quella del Gaio Cassio Longino cesaricida.
In modo inequivocabile Cassio fu partecipe dei torbidi periodi neroniani e d'altra parte non poteva essere diversamente da parte di un uomo che rappresentò per il periodo il più grande giureconsulto. Esiliando lui si esiliava la libera giurisprudenza e il ritorno dall'esilio sotto Vespasiano rappresentò il rinascere della stessa.
Allievo di Masurio Sabino, insieme al quale diresse la scuola che da entrambi prese il nome: detta anche dei Cassiani o Sabiniani. Secondo Plinio, il fondatore della scuola fu Cassio.
Nessuna opera di Cassio ci è giunta; le uniche notizie sulle sue opere le dobbiamo ricavare dai frammenti in cui il giureconsulto è nominato; le uniche notizie certe riguardano un'opera intitolata Iuris civilis libri, in almeno 10 libri. È presumibile che questa fosse l'opera principale di Cassio. Sono discussi i rapporti fra l'opera di questo giurista e le Istituzioni di Gaio.